# 春日野道站 (阪神)
春日野道站（日语：／ Kasuganomichi eki */?）是位於兵庫縣神戶市中央區吾妻通，屬於阪神電氣鐵道本線的車站。車站編號為「HS31」。本條目同時記述在1968年（昭和43年）前曾經存在的神戶市電春日野道電車站。

## 歷史

### 阪神電氣鐵道
- 1905年（明治38年）4月12日 - 阪神本線啟用，此站啟用[1]。車站啟用時位於國道2號北邊2條行車線處。
- 1933年（昭和8年）6月17日 - 隨著車站地下化，車站暫時廢止。
- 1934年（昭和9年）5月1日 - 地下車站啟用。
- 1968年（昭和43年）4月7日 - 山陽電氣鐵道與神戶高速鐵道東西線開始直通運行（直通至大石站前）。
- 1995年（平成7年）
  - 1月17日 - 發生阪神大地震，使包含此站在內的阪神本線暫停服務。
  - 2月20日 - 岩屋站至三宮站之間重開，此站重開（同年6月26日全線重開）。
- 1998年（平成10年）2月15日 - 山陽電氣鐵道、山陽特急駛入阪神本線的班次縮短至三宮站。此站停站的山陽列車只有S特急和普通。
- 2001年（平成13年）
  - 3月10日 - 山陽電氣鐵道S特急與普通駛入阪神本線的班次縮短至三宮站。此站沒有山陽營業列車停站。
  - 11月6日 - 開始車站設施改善工程。車站設施轉讓給神戶高速鐵道以進行改善工程[2]。
- 2004年（平成16年）
  - 9月25日 - 新月台（相對式）暫時開始使用（月台長度為5卡編成）。新設西閘口。
  - 9月27日 - 設有6卡編成的列車停此站實行選擇性車門操作（ - 2005年8月6日）。
- 2005年（平成17年）8月7日 - 無障礙設施、月台延伸部分開始使用。
- 2006年（平成18年）
  - 3月27日 - 車站設施的改善工程完成。
  - 10月28日 - 準急不再停此站，所有優等列車通過此站。
- 2014年（平成26年）4月1日 - 引入車站編號[3][4]。

### 神戶市電
- 1910年（明治43年）4月5日 - 神戶電氣鐵道開業，此站啟用。在啟用當初的春日野道電車站位於舊阪神春日野道站南邊，兩站之間構成90度直角。現時位於春日野道商店街東邊[5]。
- 1913年（大正2年）5月1日 - 公司改名為神戶電氣。
- 1917年（大正6年）8月1日 - 組織名稱改為神戶市電氣局。
- 1932年（昭和8年）9月21日 - 隨著神戶市電東部國道線開業，春日野道電車停遷移至國道上，位於現時阪神春日野道站地面附近。
- 1942年（昭和17年）5月19日 - 組織變更，成為神戶市交通局電車站。
- 1968年（昭和43年）4月21日 - 神戶市電廢止，此電車停廢廃止。

## 車站構造
車站是一座位於國道2號地底的地下車站，設有2面2線的相對式月台。車站設有轉轍器和絶對信號機，被定義為停留所。
在2004年（平成16年）9月25日首班車起使用新月台，同時於三宮一方新設西閘口。在2005年（平成17年）8月6日前，該月台暫時開始使用，在這期間的月台只可容納19m級阪神車5卡編成，於平日早上停站前往東須磨的準急6卡編成會實施選擇性車門操作，三宮一方的1卡列車不會開啟車站。當日，阪神紅色車身6卡編成於三宮一方的車頭 (1號車)中會貼上「下行春日野道站　中，此車門　不會開啟」。東閘口和新行人隧道設置工程於同年8月7日啟用，使新月台與舊月台同樣可容納阪神車6卡編成。但是，在2006年（平成18年）10月28日的時間表修正以後再沒有6卡編成列車停站。而21m級的近畿日本鐵道車輛6卡編成不可停站。
在1934年（昭和9年）至2004年之間，此站設有1面2線的島式月台，月台寬度只有2.6米。比一架列車的寬度（約2.8米）還要窄。因此曾經名為「日本最危險車站」和「日本最恐怖車站」，在《新聞爭奪》（讀賣電視台）與等全國性電視節目中提及此站。現時部分設施還未撤走，因此現時可看見舊月台結構。

### 月台
| 月台 | 路線 | 上下行 | 方向                               |
| ---- | ---- | ------ | ---------------------------------- |
| 1    | 本線 | 上行   | 尼崎、大阪（梅田）、難波、奈良方向 |
| 2    | 本線 | 下行   | 神戶（三宮）、明石、姬路方向       |

- 在站內沒有標記月台編號。在官方網站的站內圖、「阪神App」中設有標示月台編號，上行方向為1號月台，下行方向為2號月台。

| ← 梅田方向      | 春日野道站配線略圖 | → 三宮、元町方向 |
| 图例 参考文献： |                    |                  |

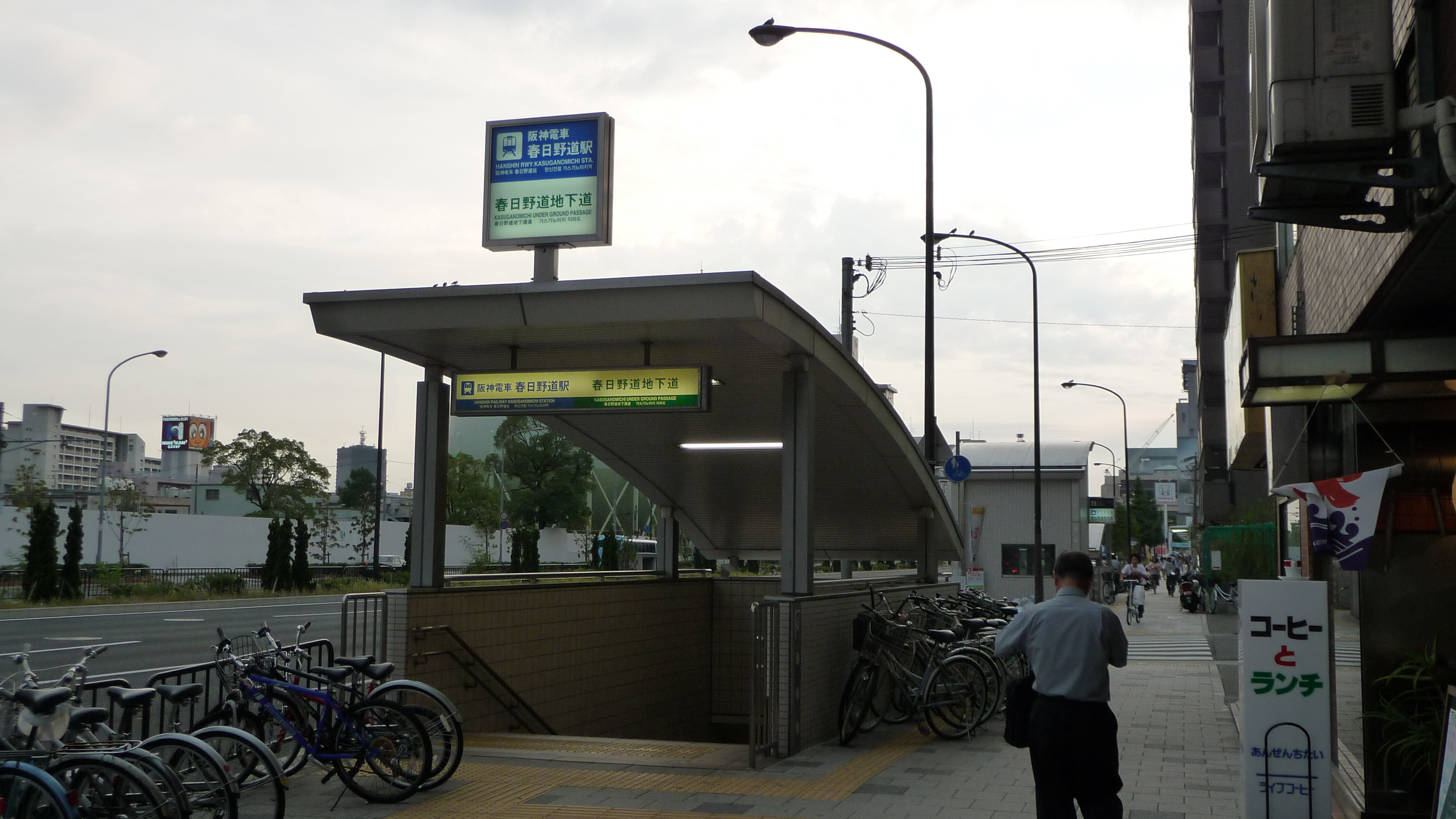
東出口
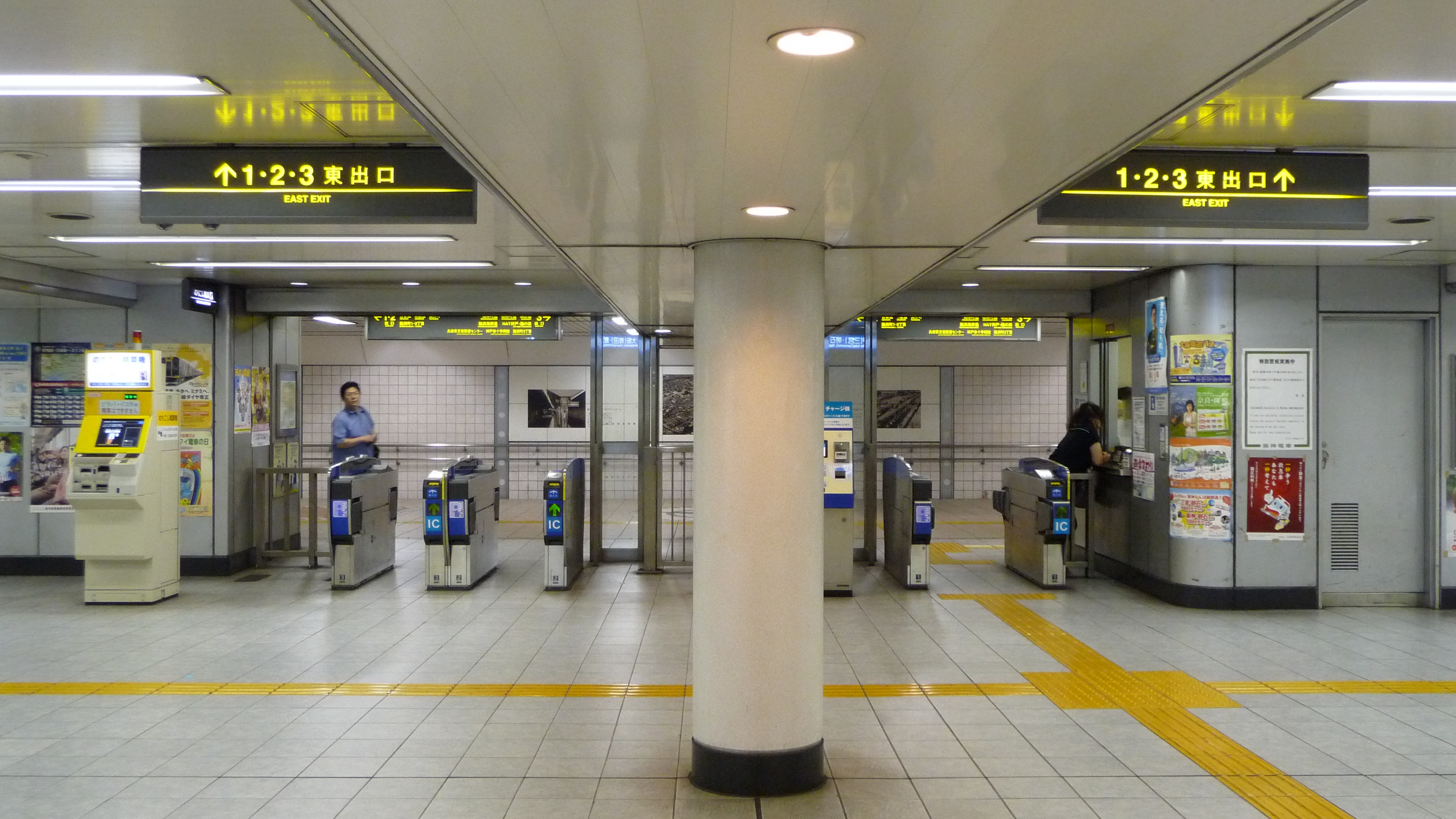
東閘口
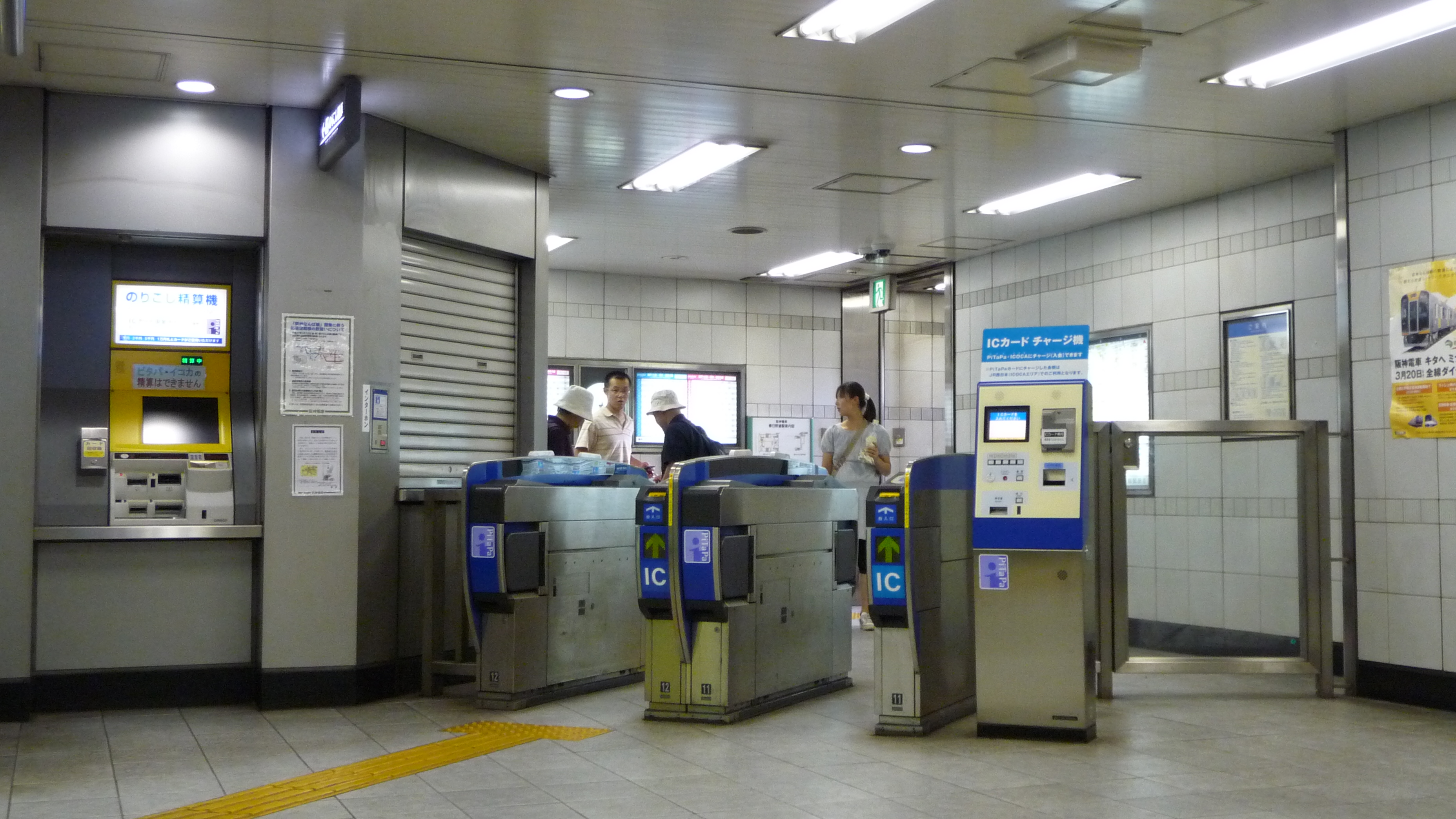
西閘口
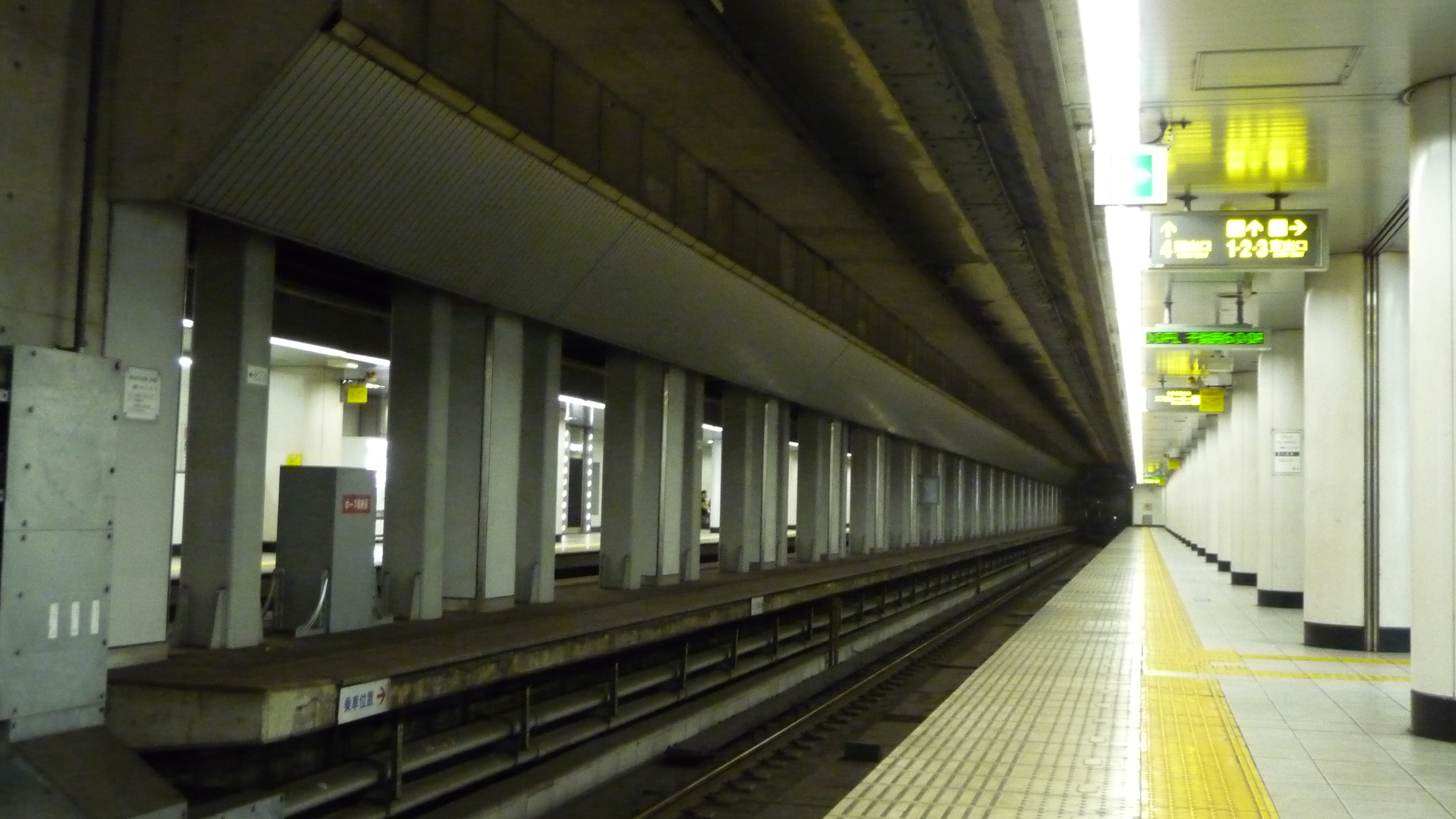
大阪方向的月台（可看見舊月台）
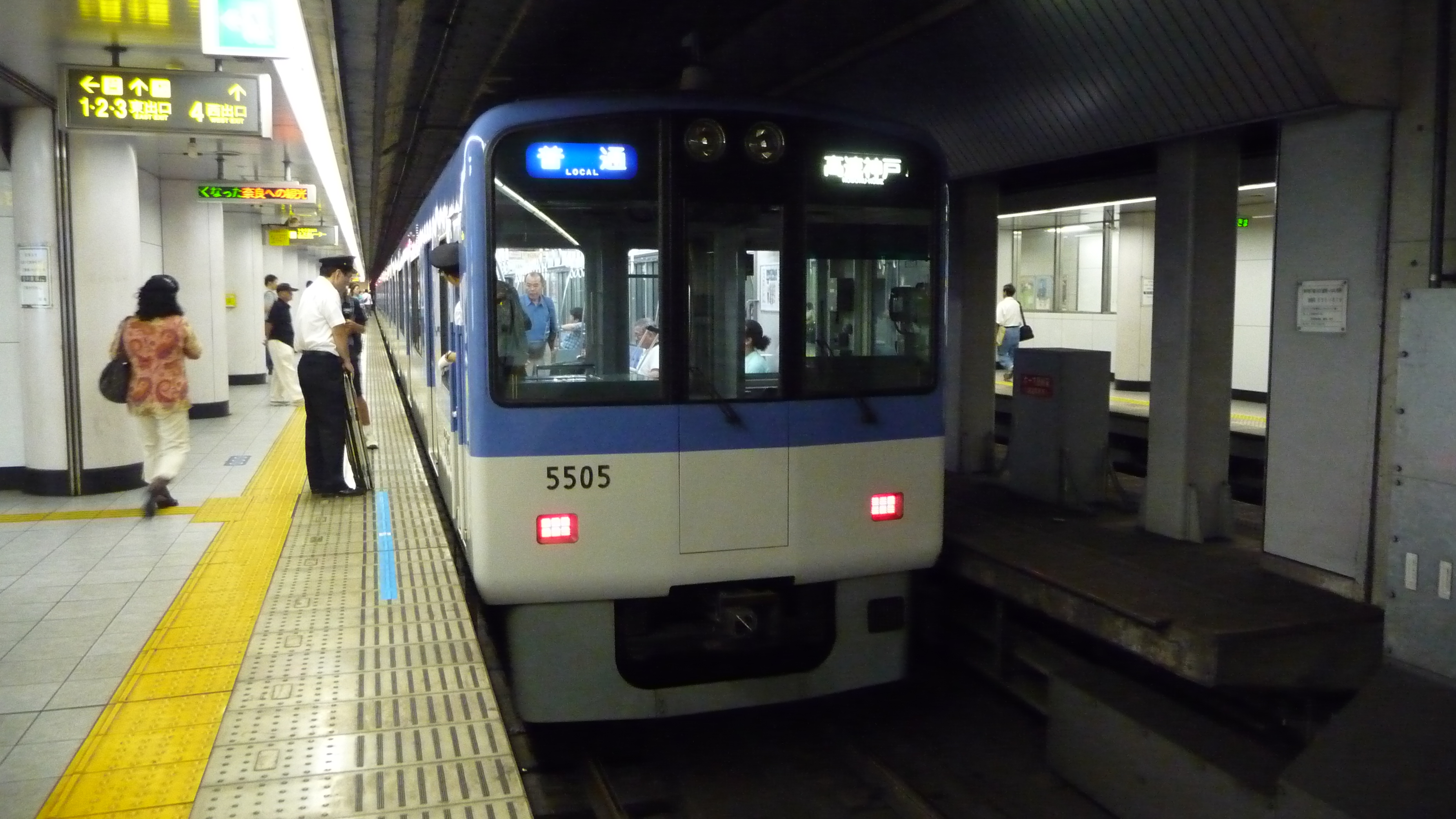
姬路方向的月台
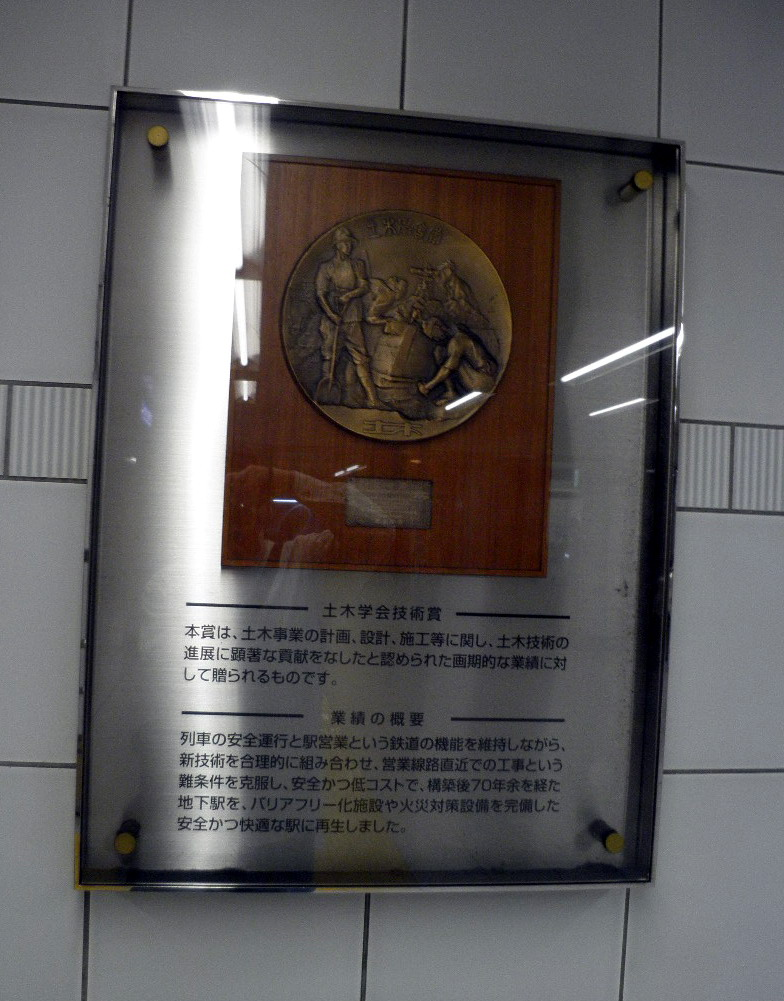
土木學會技術賞的展示板

## 使用狀況
以下列出近年每年11月的1日平均上下車人次：
| 年度   | 1日平均 上下車人次 | 參考資料 |
| ------ | ------------------ | -------- |
| 1996年 | 9,897              | [ 8 ]    |
| 1999年 | 8,182              | [ 9 ]    |
| 2001年 | 9,590              | [ 10 ]   |
| 2002年 | 9,018              | [ 11 ]   |
| 2003年 | 10,553             | [ 12 ]   |
| 2004年 | 10,341             | [ 13 ]   |
| 2005年 | 10,790             | [ 14 ]   |
| 2006年 | 10,917             | [ 15 ]   |
| 2007年 | 10,065             | [ 16 ]   |
| 2008年 | 11,290             | [ 17 ]   |
| 2009年 | 11,811             | [ 18 ]   |
| 2010年 | 11,573             | [ 19 ]   |
| 2011年 | 12,432             | [ 20 ]   |

隨著HAT神戶開發進度，使用者人數有所增加。截至2011年，在阪神本線只有各站停車的車站中，為最多乘客使用的車站。

## 車站周邊
此站附近設有阪急電鐵神戶本線相同站名，該站位於JR神戶線路軌旁邊。此站與阪急車站直線距離為約450米。在兩站之間設有春日野道商店街。而阪急春日野道站的月台也是比較狹窄。

### 東出口
- HAT神戶[1]
  - 神戶紅十字醫院（日语：神戸赤十字病院）、日本紅十字社兵庫縣分部、兵庫縣紅十字血液中心（日语：赤十字血液センター）
  - 兵庫縣災害醫療中心（日语：兵庫県災害医療センター）
  - 兵庫県精神保健中心
  - 神戸兒童早期疾病中心
  - 神戶防災合同廳舍
    - 神戶地方氣象台（日语：神戸地方気象台）
    - 海洋氣象學會（日语：海洋気象学会）
    - 自衛隊兵庫地方協力總部（日语：自衛隊兵庫地方協力本部）

  - 人與防災未來中心（日语：人と防災未来センター）
    - 防災未來館（日语：防災未来館）
    - 人未來館（日语：ひと未来館）

  - 山田電機Teccland神戶總店（向東步行10分鐘[21])
  - K's電機（日语：ケーズホールディングス）HAT神戶店
  - Blumer HAT神戶（關西超級市場（日语：関西スーパーマーケット）、UNIQLO等）
- MEGA 唐吉訶德 神戶總店
- LIFE（日语：ライフコーポレーション）春日野道店（川崎製鐵（日语：川崎製鉄）總部遺蹟）
- 葺合郵局（日语：葺合郵便局）
- 春日野道商店街[1]

### 西出口
- 葺合警署（日语：葺合警察署）
- 神戶日暮通郵局
- 大安亭市場[1]
- 神戶生產製造職人大學

### 巴士路線
- 阪神巴士（日语：阪神バス） 西宮神戶線（日语：阪神バス#西宮神戸線） 春日野道巴士站
- 神戶市巴士 101系統（日语：神戸市バス中央営業所#101系統） 筒井町3丁目巴士站

## 神戶市電春日野道電車站
在1910年（明治43年）4月5日，神戶電氣鐵道（與現時的神戶電鐵並無關係）開通，同時此站啟用。當時為南北方向的終點站。在1932年（昭和8年）9月21日，電車線延長至敏馬（在廢止時名為脇濱町），使成為東西方向的中途電車站。此站鄰近設有車廠。在1968年（昭和43年）4月21日，神戶市電東部國道線廢止，此站也廢止。

## 相鄰車站
阪神電氣鐵道
 本線
■■直通特急、■特急、■快速急行
通過
■普通
岩屋（HS30）－春日野道（HS31）－神戶三宮（HS32）
* 在地上車站時代，岩屋站與此站之間曾設有脇濱站，此站至三之宮站（舊）之間曾設有新川站。

### 曾經存在的路線
神戶市交通局（神戶市電）
東部國道線
吾妻通4丁目－春日野道－脇濱3丁目
神戶電氣鉄道
南本町1丁目－春日野
*春日野道終點站與阪神舊駅構成直角。

## 注腳
1. 1 2 3 4 5 6 7 8 9 10  . 神戶新聞綜合出版中心. 2012-12-10: 28. ISBN 9784343006745.
2. ↑  「阪神電鉄 春日野道駅の改良工事に11月6日着手 （页面存档备份，存于）」阪神電気鉄道・神戸高速鉄道、2001年10月25日。
3. ↑   (PDFlink) (新闻稿). 阪神電氣鐵道株式會社. 2013-04-30  [2016-04-08]. （原始内容存档 (PDF)于2019-06-17）.
4. ↑  . 讀賣新聞（大阪晨報） (讀賣新聞大阪總部). 2014-03-20: p.32.
5. ↑  實地踏測神戸市街全圖（昭和5年6月10日印刷、昭和5年6月20日発行） （页面存档备份，存于） - 國際日本文化研究中心 收藏地圖數據庫
6. ↑  但是，山陽列車6卡編成的車頭 (6號車)不會貼上此標示
7. ↑  . 図説 日本の鉄道. 川島令三 編著. 講談社. 2009. ISBN 978-4-06-270017-7. 23頁
8. ↑  「Hand Book阪神 1997」阪神電氣鐵道株式會社，1997年
9. ↑  「Hand Book阪神 2000」阪神電氣鐵道株式會社，2000年
10. ↑  「Hand Book阪神 2002」阪神電氣鐵道株式會社，2002年
11. ↑  「Hand Book阪神 2003」阪神電氣鐵道株式會社，2003年
12. ↑  「Hand Book阪神 2004」阪神電氣鐵道株式會社，2004年
13. ↑  「Hand Book阪神 2005」阪神電氣鐵道株式會社，2005年
14. ↑  「Hand Book阪神 2006」阪神電氣鐵道株式會社，2006年
15. ↑  「Hand Book阪神 2007」阪神電氣鐵道株式會社，2007年
16. ↑  「Hand Book阪神 2008」阪神電氣鐵道株式會社，2008年
17. ↑  「Hand Book阪神 2009」阪神電氣鐵道株式會社，2009年
18. ↑  「Hand Book阪神 2010」阪神電氣鐵道株式會社，2010年
19. ↑  「Hand Book阪神 2011」阪神電氣鐵道株式會社，2011年
20. ↑  「Hand Book阪神 2012」阪神電氣鐵道株式會社，2012年
21. ↑  .   [2020-05-05]. （原始内容存档于2012-04-05）.

## 外部連結
- 春日野道（路線圖、車站資訊） - 阪神電氣鐵道